# Robert Collier (2e baron Monkswell)
Robert Collier, 2e baron Monkswell (26 mars 1845 - 22 décembre 1909), est un homme politique libéral britannique. Il est brièvement Sous-secrétaire d'État à la guerre sous le comte de Rosebery en 1895. Jeune homme, il est un joueur de cricket de première classe actif de 1866 à 1867. Il est né et mort à Chelsea.

## Jeunesse
Il est le fils aîné de Robert Collier, 1er baron Monkswell, et de son épouse Isabella Rose, fille de William Rose. L'artiste John Collier est son frère cadet.
Monkswell qui n'hérite de son titre qu'en 1886, est donc connu sous le nom de Robert Collier au cours de sa carrière de cricket. Il apparait pour Cambridge Town Club (alias Cambridgeshire) dans trois matchs de première classe, marquant 33 points avec un score le plus élevé de 14 .

## Carrière politique

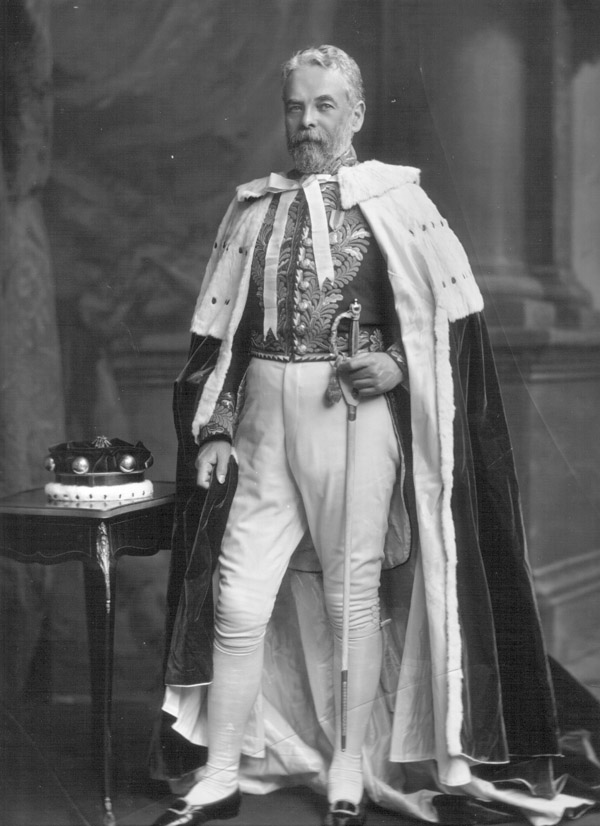
Le 2e baron Monkswell, photographié le 28 juillet 1902.

Lord Monkswell entre à la Chambre des lords à la mort de son père en 1886, et sert plus tard dans les administrations libérales de William Ewart Gladstone et Lord Rosebery comme Lord-in-waiting de 1892 à 1895  et comme sous-secrétaire d'État à la guerre de janvier à juin 1895. Il est également membre du London County Council pour le Parti progressiste, et en est vice-président 1902–03 et président 1903–04.

## Famille
Lord Monkswell épouse Mary Josephine Hardcastle, fille de Joseph Hardcastle, en 1873. Il meurt en décembre 1909, à l'âge de 64 ans, et son fils aîné Robert Collier, 3e baron Monkswell (en) lui succède comme baron. Lady Monkswell est décédée en mai 1930.